# Прапор Носівського району
Пра́пор Носі́вського райо́ну — офіційний символ Носівського району Чернігівської області, затверджений 11 серпня 2011 року рішенням сесії Носівської районної ради.

## Опис
Прапор являє собою зелене прямокутне полотнище із співвідношенням сторін 2:3, на якому розташовано білий скандинавський хрест, а на білому крижі розміщено герб району.
Він має вигляд геральдичного щита яскраво-зеленого кольору, обрамленого малиновою каймою. Всередині зображено сніп пшениці, а під ним вказаний рік створення району — 1923. Навколо герба розміщені кетяги калини і дубові гілки, щит увінчаний стилізованою короною у вигляді літери «Н».

## Символіка
- Дві білі смуги створюють хрест, що є символом життя й християнства.
- Малинова облямівка герба символізує козацькі традиції і славне минуле Носівщіни.